# Gabriele
Gabriele är ett könsneutralt förnamn. 366 kvinnor har namnet och 60 män.